# Cairn

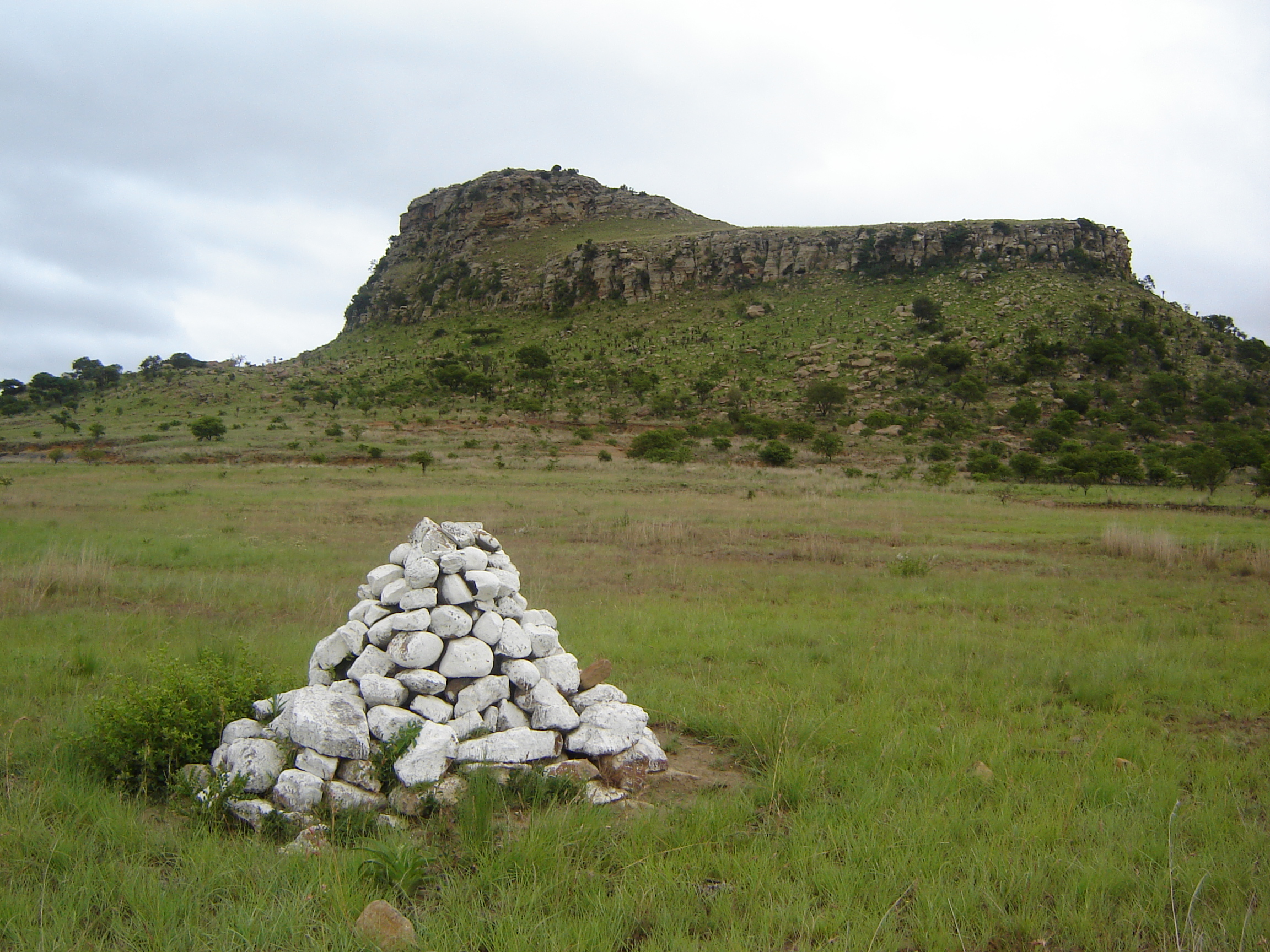
Uno de los muchos cairns señalizando sepulturas masivas británicas en el sitio de la Batalla de Isandlwana.

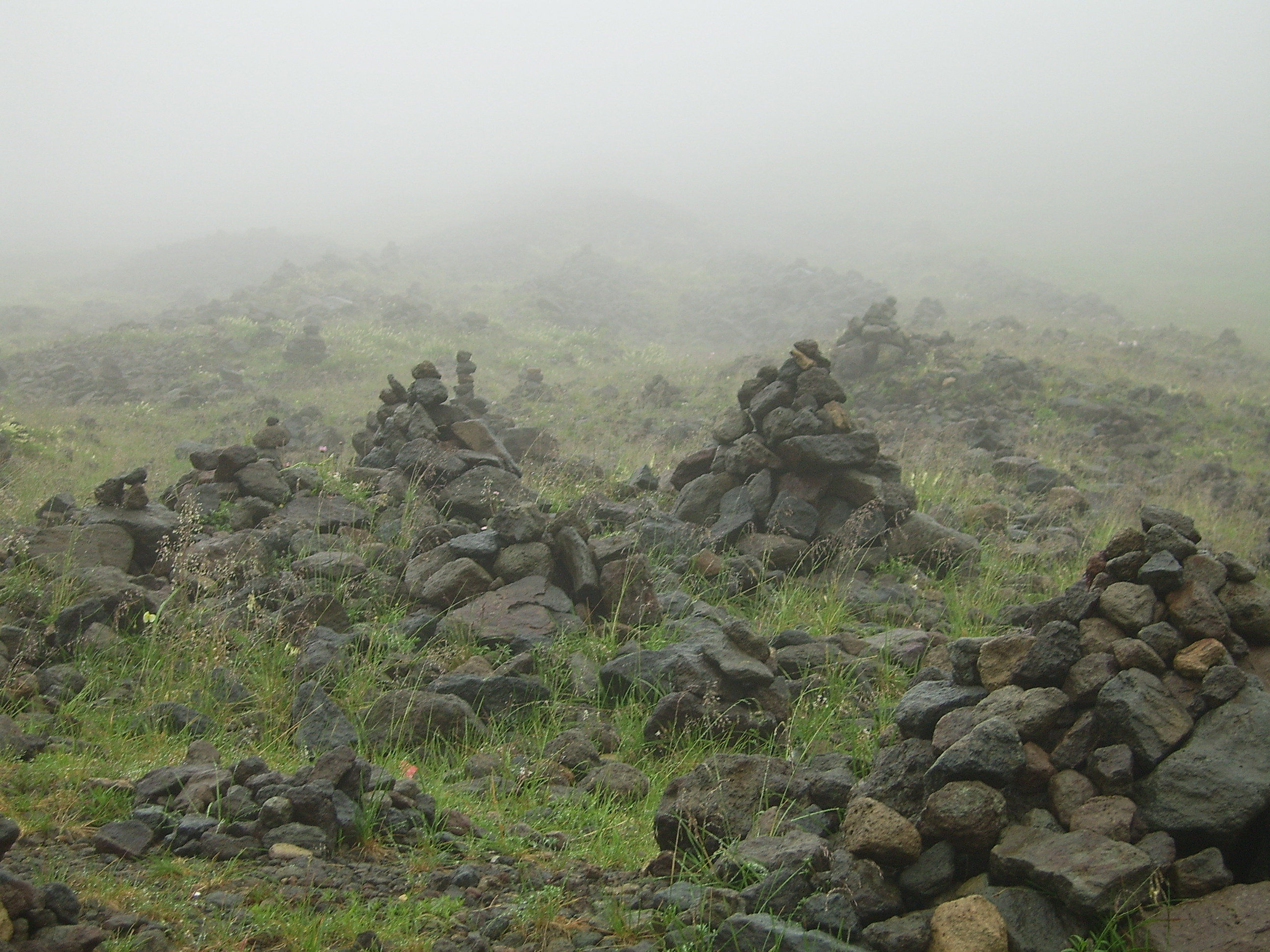
Cairns en Monte Paektu, localizado en la frontera entre China y Corea del Norte.

Un cairn (en español: montículo de piedras, carn en irlandés, carnedd en galés, càrn en gaélico escocés, karn en bretón) es un túmulo compuesto de pequeñas piedras sueltas o hasta de elaboradas obras de ingeniería con forma cónica. Se encuentra normalmente en tierras altas, en páramos, en cumbres de montañas o cerca de cursos de agua.
En castellano, especialmente cuando el tamaño no es muy grande, se les denomina montículo, pila o mojón de piedras. También se le llama apacheta, del aimara y quechua.
Existe en castellano el término morcuero o majano que, según dice el diccionario de la RAE, es un «montón de piedras al pie de los caminos dedicado a Mercurio, que se formaba con las que iban depositando los viajeros en honor del dios».

## Propósito

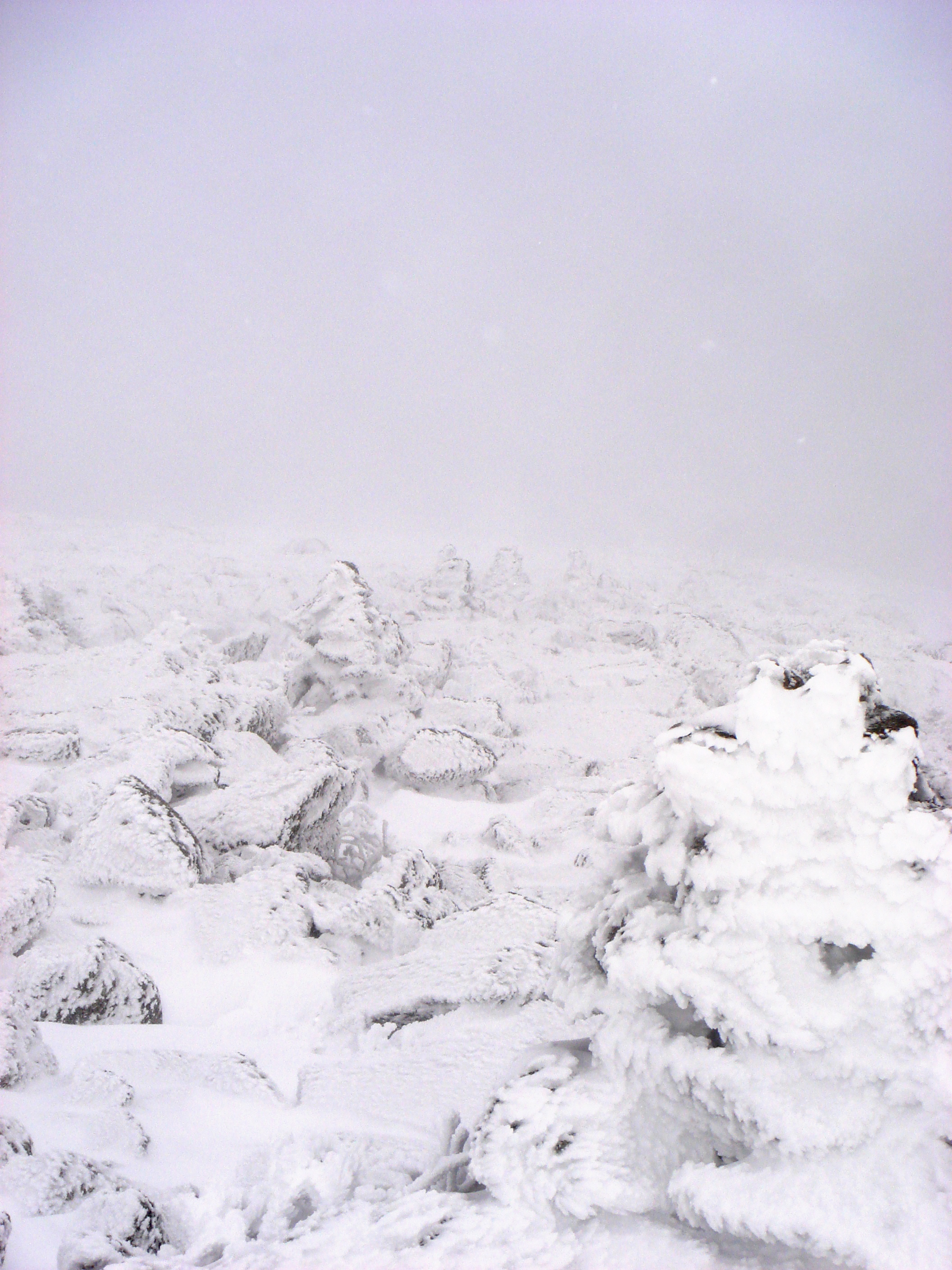
Línea de cairns usados para marcar el camino entre los árboles al Monte Washington.

En tiempos modernos los cairns se han erigido como puntos de referencia. En la antigüedad fueron erigidos como monumentos sepulcrales, o utilizados para usos prácticos y astronómicos.
Se construyen o construyeron con diferentes propósitos:
- Como marca de un sitio de enterramiento, y así poder conmemorar a los muertos;
- Como marca de la cumbre de una montaña;
- Situados a intervalos regulares, indican un camino a través de terrenos pedregosos o estériles o a través de los glaciares;
- Los inuit erigen cairns con forma humana, o inunnguaq como hitos o marcadores de dirección en el Ártico canadiense;
- En América del Norte, pueden marcar saltos de búfalos o "carriles para conducirlos";[cita requerida]
- En América del Norte, los cairns pudieron ser utilizados para la astronomía;[cita requerida]
- En los nórdicos de Groenlandia, los cairns fueron usados para la caza de renos en aplicación directa hacia los acantilados;[2]
- En las provincias marítimas de Canadá, cairns se emplearon como soportes para piras a modo de faros para guiar los barcos, como en la novela Atando cabos;
- En América del Norte, los cairns son a menudo petroformas con forma de tortugas y otros animales;[cita requerida]
- En el Reino Unido, suelen ser grandes estructuras de la Edad del Bronce que contienen con frecuencia entierros en cista;
- En los parques que exhiben fantásticas formaciones rocosas, como el Gran Cañón, los turistas a menudo construyen cairns simples en reverencia a los de mayor tamaño;[cita requerida]
- Con un propósito estético, sin más, por ejemplo en el arte de Andy Goldsworthy;
- En Galicia los milladoiros o amilladoiros son montículos cónicos de piedras formados por acumulación a través del tiempo por los peregrinos o romeros que se dirigen a algún santuario.
- Pueden ser utilizados para conmemorar acontecimientos, desde un lugar de una batalla, al lugar donde un carro volcó o cualquier otra cosa o acto;
- Algunos son simplemente lugares donde los agricultores han recogido piedras retiradas de un campo de cultivo;
- A lo largo de las sendas, los excursionistas mantienen cairns, a menudo, añadiendo una piedra al pasar;
- En algunos lugares, se celebran juegos periódicamente para averiguar quién puede construir el cairn más hermoso.[cita requerida]

## Historia

### Islas británicas

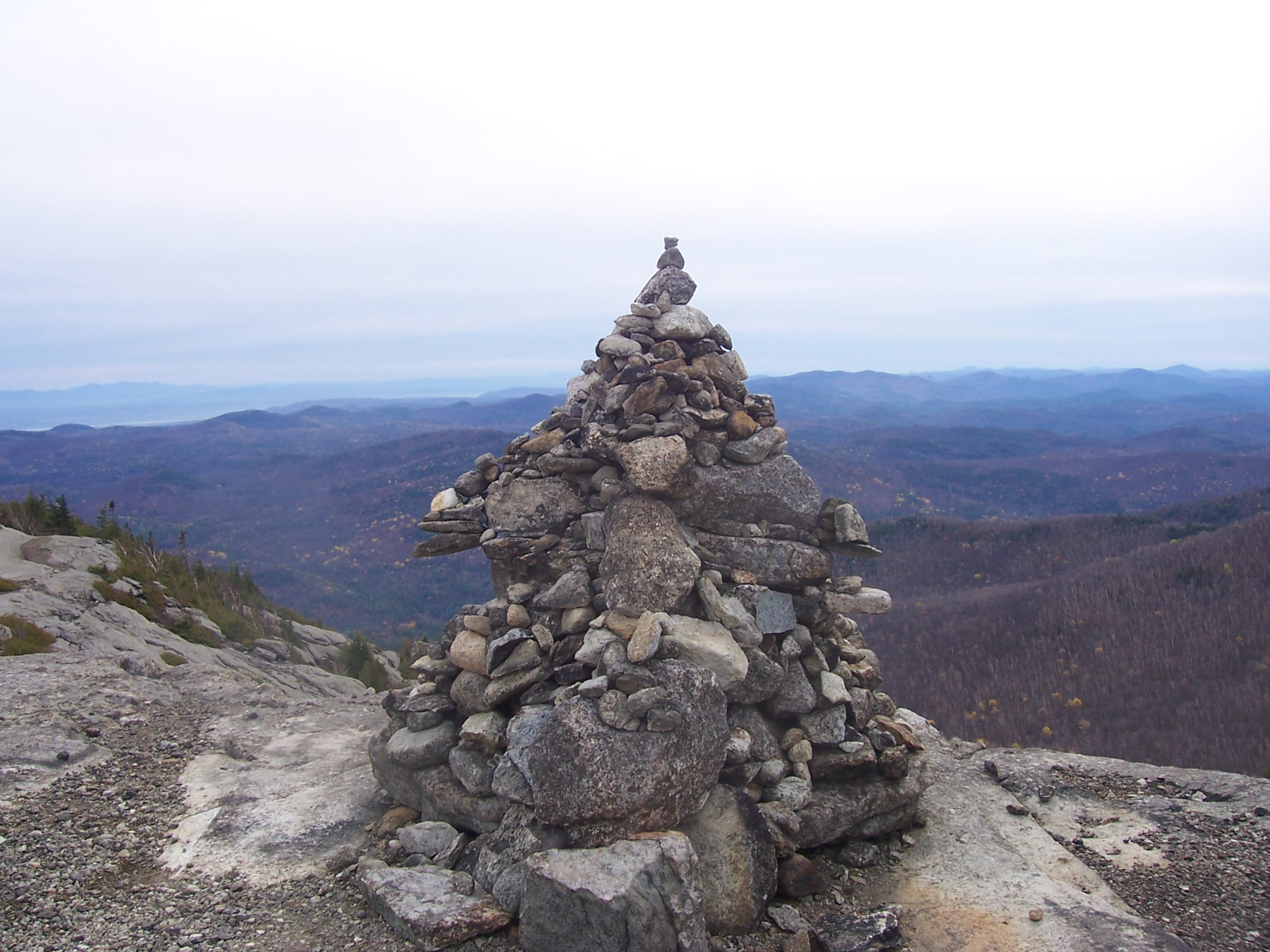
Cairn que marca el pico de Monte Calvario, Adirondacks.

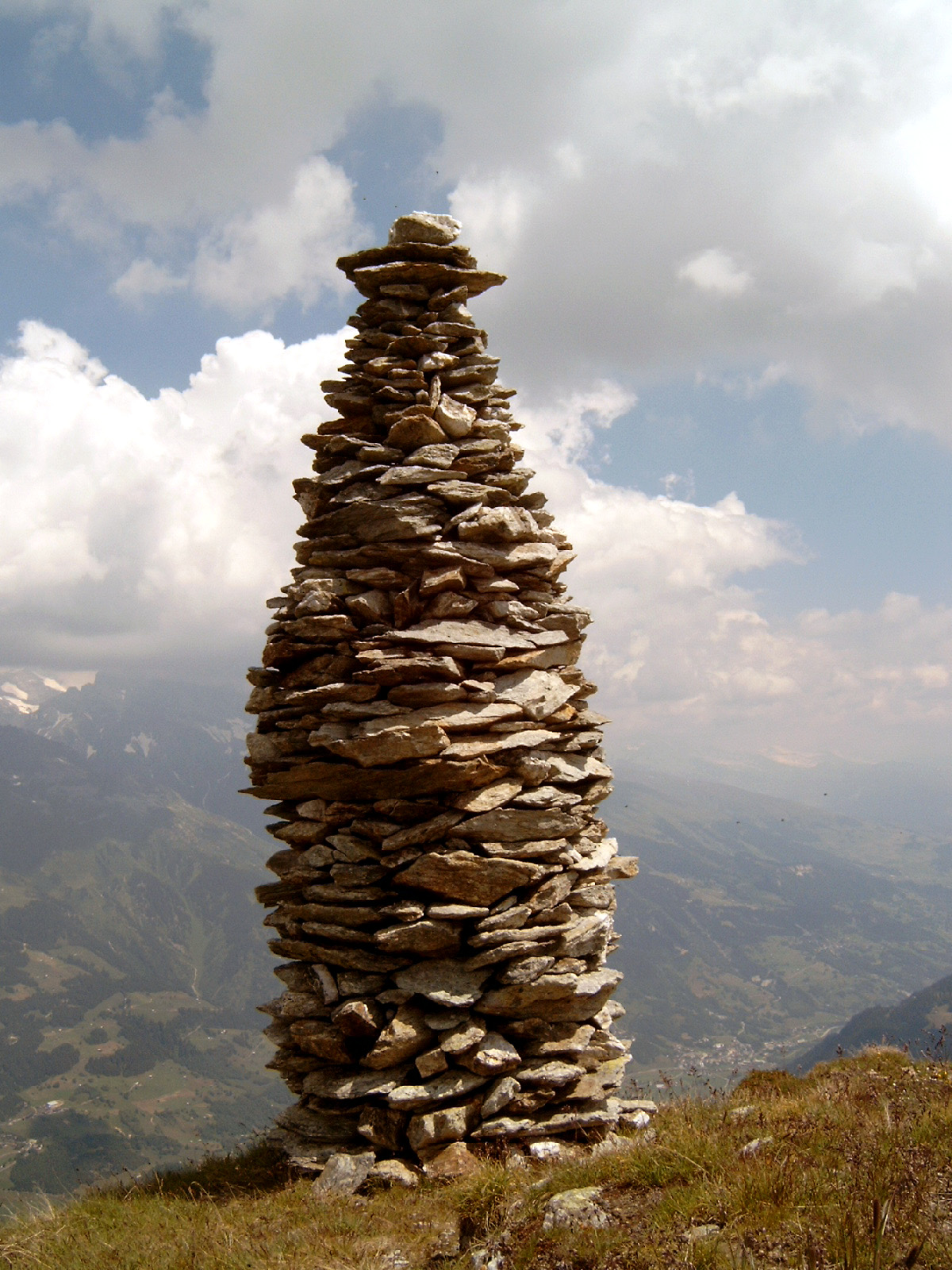
Una pila de piedras, cairn, para marcar la cumbre de una montaña.

La palabra cairn deriva del gaélico escocés (y del irlandés) càrn, que tiene un significado mucho más amplio, y puede referirse a varios tipos de colinas y montañas de piedra natural. El término suele utilizarse con mayor frecuencia en  Escocia, pero también en otros lugares.
Cairns se pueden encontrar en todo el mundo en regiones montañosas o de alta montaña, y también en estériles desiertos y áreas de tundra, así como en las costas.
En Escocia, es tradicional llevar una piedra desde el pie de la colina para colocarla en un montón de piedras, cairn, en la cima. De esta forma, los cairns se hacen cada vez más grandes. Una vieja bendición gaélica escocesa dice Cuiridh mi clach air do chàrn, es decir, 'voy a poner una piedra en tu cairn'. En las Islas Feroe (que se ven afectadas por frecuentes nieblas y fuertes lluvias, y tienen algunos de los más altos acantilados en el mundo) los cairns son una ayuda a la navegación sobre el terreno agreste y montañoso. En África del Norte, a veces son llamados kerkour. Los cairns también son comunes en la isla mediterránea de Córcega.
Hoy en día, los cairns sirven a menudo para marcar rutas de senderismo o rutas transnacionales en las regiones montañosas por encima de la línea arbolada. La mayoría son pequeños, treinta centímetros o menos de alto, pero unos pocos se construyen más altos con el fin de sobresalir por encima de la capa de nieve. Un gran cairn se construyó sobre una colina al lado de la carretera I-476 en Radnor, Pensilvania, para simbolizar los orígenes galeses de los habitantes de la zona y embellecer el paisaje desde dicha carretera.

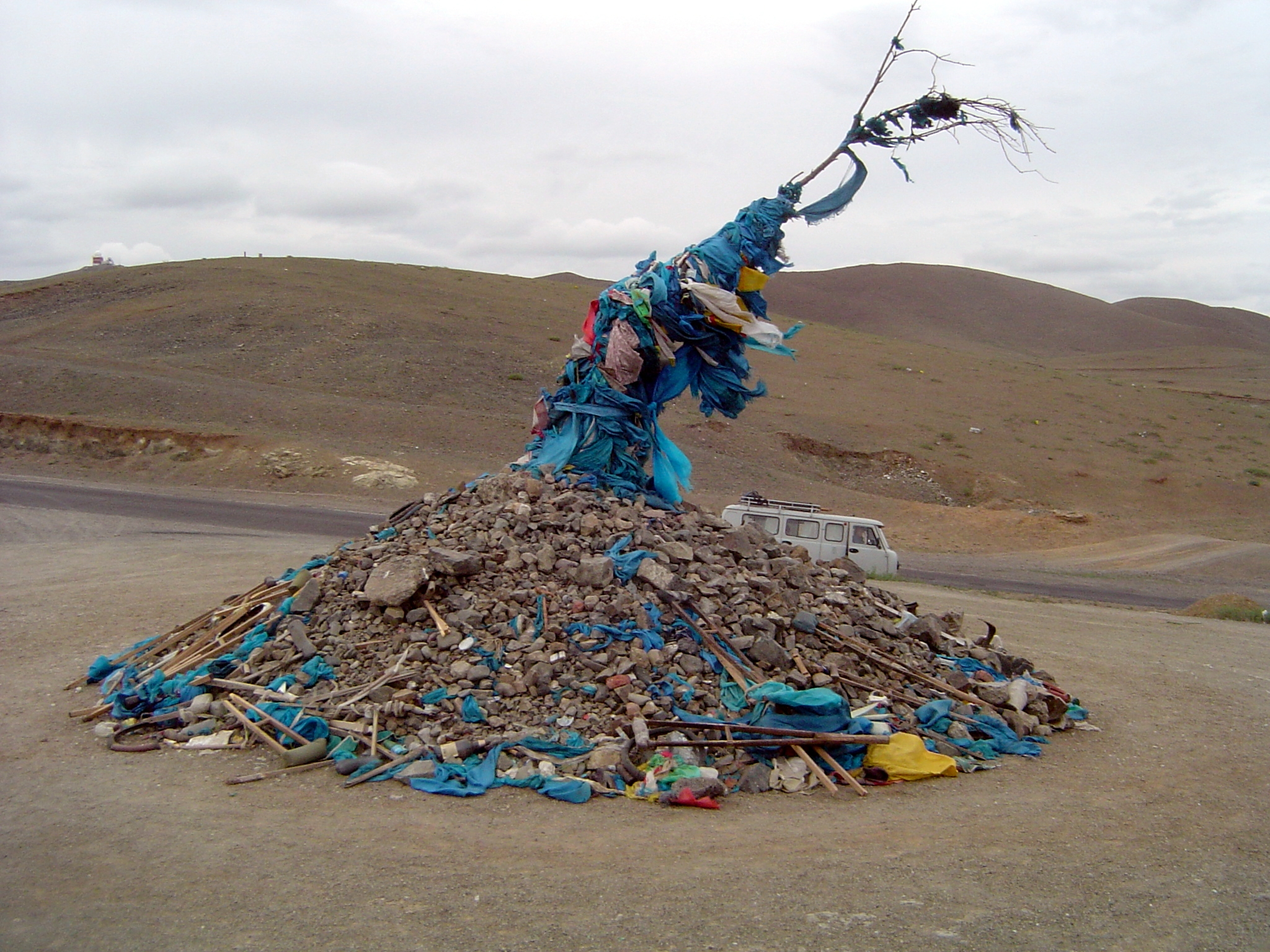
Cairn ceremonial de Mongolia (ovoo).

Es tradicional que cada persona que pasa por un cairn agregue una piedra, como un pequeño acto de contribución para el mantenimiento y contrarrestar los efectos destructivos del clima invernal severo. A menudo, la costumbre es añadir solo en la parte superior, y utilizar una piedra más pequeña que la piedra anterior, resultando en una pila precaria de pequeñas piedras.

### Asia
A partir de la Edad del Bronce, cistas fueron enterradas en ocasiones en cairns, que se situaban de forma fácilmente visible, a menudo en la línea del horizonte por encima del pueblo de los difuntos. Las piedras pueden haber sido pensadas para disuadir a los ladrones de tumbas y carroñeros. Una explicación más siniestra es que se pusieran a fin de evitar que los muertos se levantasen. Cabe señalar que existe una tradición judía de colocar pequeñas piedras sobre la tumba de una persona cada vez que se visita, como una señal de respeto (las flores no se suelen ponerse en las tumbas según la tradición judía ortodoxa). Las estupas en la India y Tíbet probablemente comenzaron de una manera similar, aunque ahora por lo general contienen las cenizas de una santo budista o lama.

### Escandinavia

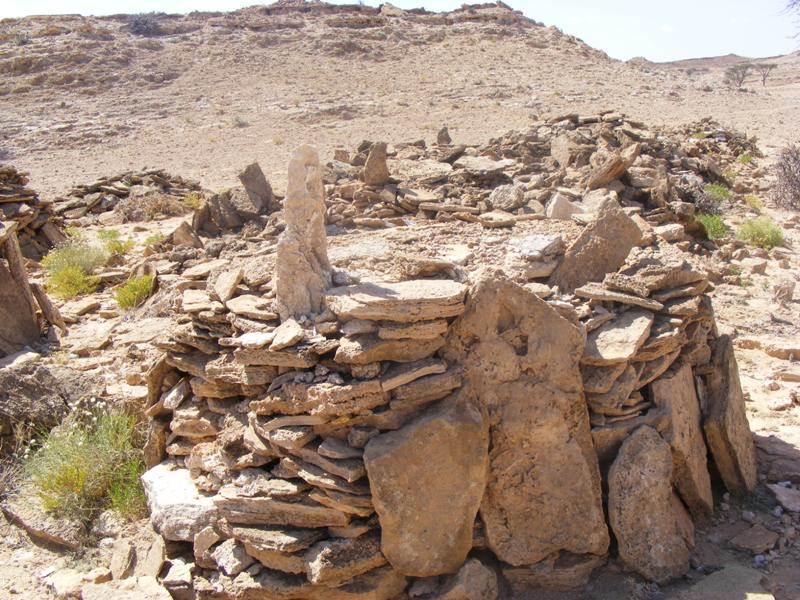
Un cairn que marca el sitio de una tumba desconocida en la ciudad histórica de Qa’ableh, Sanaag, Somalia.

En Escandinavia, los cairns siguen siendo utilizados como marcas de navegación en el mar. Están indicados en las cartas de navegación y se mantienen como parte del sistema de señalización. Por lo general están pintados en blanco para aumentar la visibilidad.
En Islandia los cairns servían a menudo como señales a lo largo de la miríada de caminos o sendas que se entrecruzaban en la isla. Muchos de estos antiguos cairns siguen en pie, aunque los caminos hayan desaparecido.

### Cuerno de África
Qa'ableh es el sitio de ruinas antiguas en la región Sanaag del norte de Somalia, que contiene muchos elementos arqueológicos que aún no se han explorado a fondo.
Se cree que el área alberga las tumbas de los antiguos reyes de los períodos iniciales de la historia somalí, como lo demuestran las muchas estructuras sepulcrales de extraño aspecto y cairns que se encuentran en este yacimiento.
Qa'ableh está situado cerca de las ruinas históricas de Haylaan, que es otro sitio histórico inexplorado en Sanaag. Aquí se halla la tumba de Harti, el padre fundador de la confederación Harti de los subclanes Darod somalíes.

## Otros nombres y tradiciones

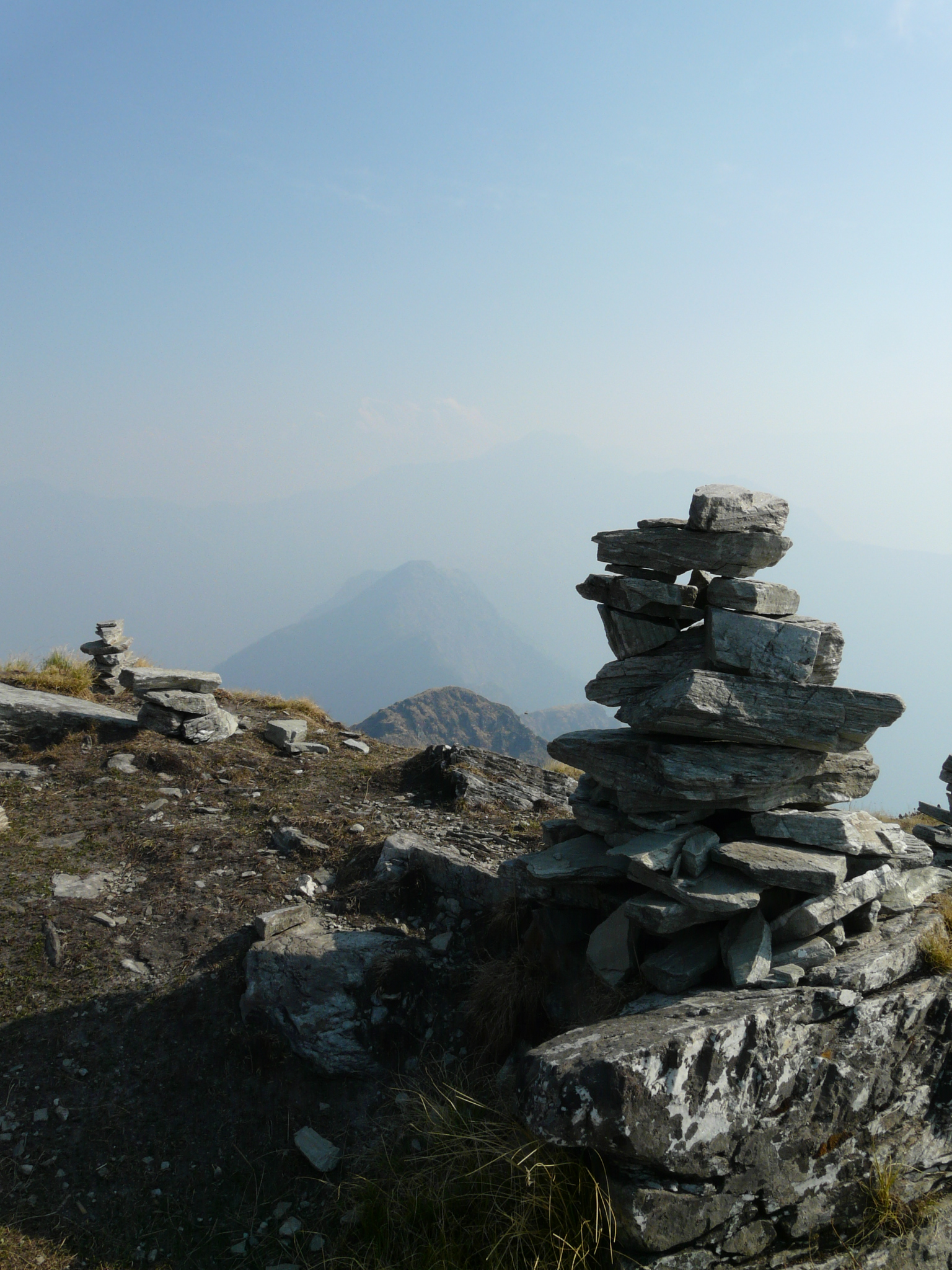
Cairn en el pico Chandrashila sobre Tungnath, India.

En algunas regiones, las pilas de rocas utilizadas para amojonar rutas de senderismo son llamadas "patos" o "patitos" (ducks o duckies en inglés). Estas son típicamente pequeños cairns, llamados así porque tienen un "pico" que señala en la dirección de la ruta. La expresión "dos rocas no hacen un pato" recuerda a los excursionistas que una roca que descansa sobre otra, sin más rocas, puede ser el resultado de un accidente o de la naturaleza en vez de una marca intencional del camino.
Los cairns se emplean en toda América Latina para amojonar senderos, así como lugares de culto. En los Andes se conocen como "apachetas", originalmente altares erigidos en honor a la Pachamama.[cita requerida]

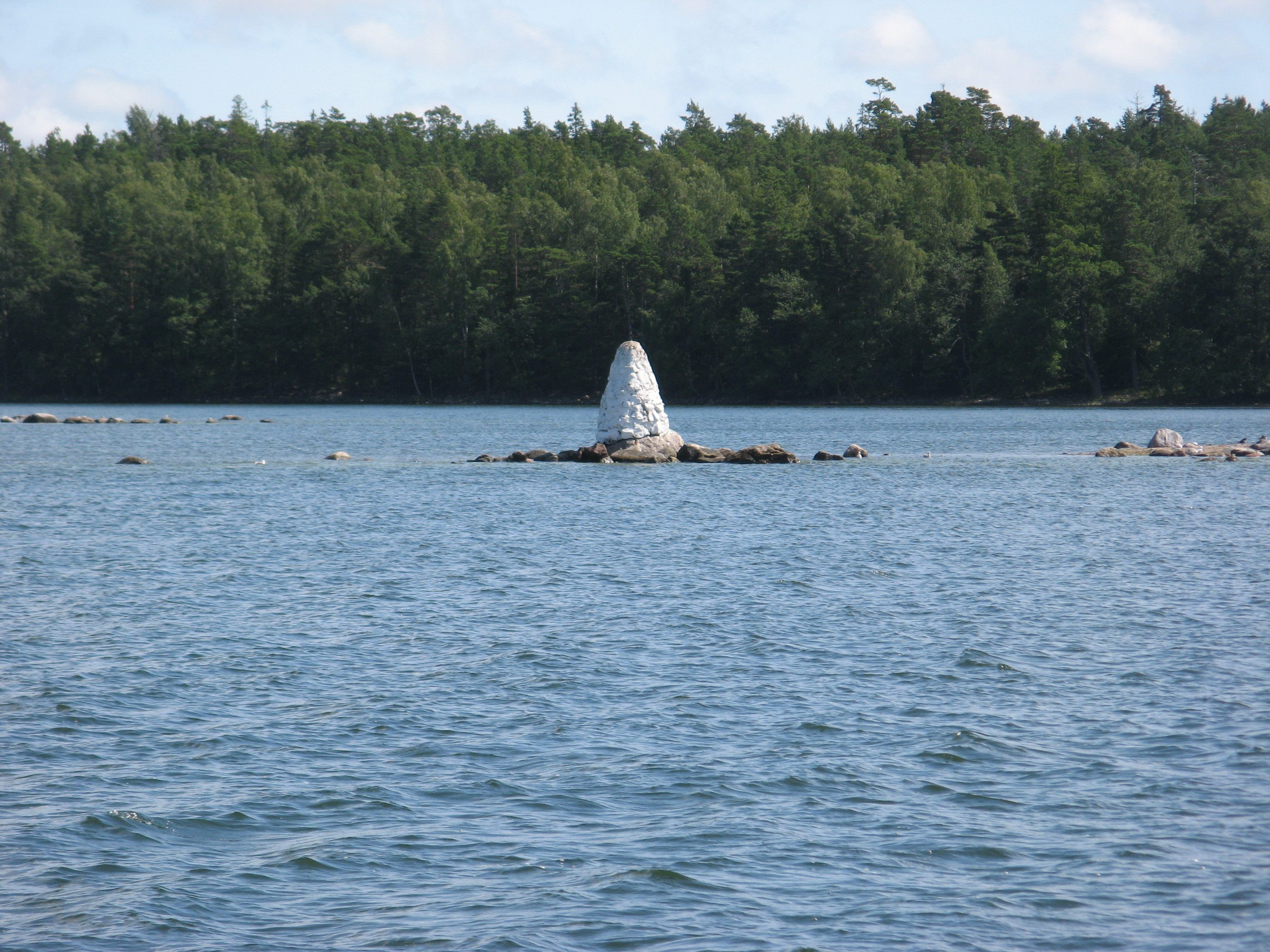
Cairn marítimo en el archipiélago finlandés.

El nombre finés para un cairn usado como señal marítima es kummeli, que se deriva de la palabra sueca kummel. En inglés, las estructuras en y por debajo del agua no se llaman "cairns". Sin embargo, reciben este nombre, por ejemplo, en las cartas de navegación finlandesas.
Una estructura tradicional del tipo montón de piedras similar a un cairn es llamado ovoo en Mongolia. Sirve principalmente para fines religiosos y se construye tanto en ceremonias tengrianistas como budistas.
En algunas partes de lo que otrora fue Dalmacia, como Herzegovina y Krajina, se les conoce por la palabra serbia gromila.
En Hawái son llamados por la palabra hawaiana ahu; ejemplos de éstos se pueden ver en los campos de lava del parque nacional de los volcanes para amojonar varias sendas de excursiones.

### Cairnscomo gente

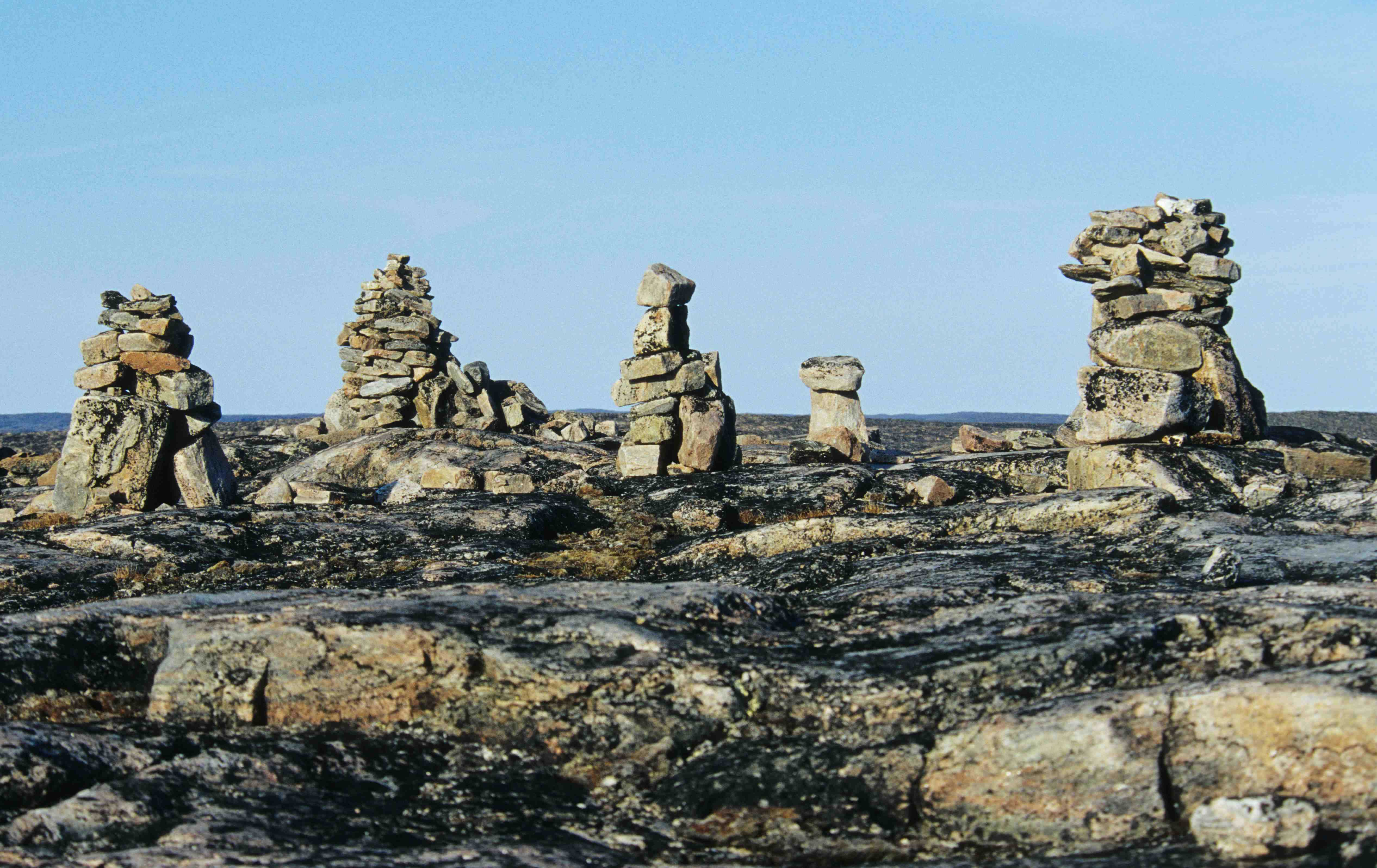
Inuksuit en el Inuksuk Point (isla de Baffin), Canadá.

Es práctica común en Inglaterra que los cairns se denominen a veces por sus cualidades antropomórficas. En alemán y neerlandés, un cairn se conoce como steinmann y stenenman, respectivamente, lo que significa literalmente "hombre de piedra". Una forma del inukshuk inuit también tiene el propósito de representar a una figura humana y se llama inunguak ("imitación de una persona"). En Italia, especialmente en los Alpes italianos, un cairn es una ometto u "hombrecito".
En Portugal, los cairn reciben el nombre de moledro, y cada piedra del moledro es un soldado. La leyenda dice que si una piedra se toma de la pila, la próxima mañana volverá por sí sola a la pila. Si se quita una piedra de la pila en secreto y se pone debajo de la almohada, a la mañana siguiente un soldado aparecerá por un breve instante, y luego se convertirá de nuevo en la piedra y regresará a la pila. Las piedras del moledro son consideradas, por lo tanto, como soldados encantados.

### Cairnsen la leyenda
En la mitología de la antigua Grecia, los cairns se asociaron con Hermes, el dios de los viajes por tierra. Según una leyenda, Hermes fue llevado a juicio por Hera por haber asesinado a su criado favorito, el monstruo Argos. Todos los demás dioses actuaron como jurado, y para que pudieran emitir su veredicto se les dieron guijarros y se les indicó que los tiraran a la persona que consideraban se encontraba en lo cierto, Hermes o Hera. Hermes argumentó con tanta habilidad que terminó sepultado bajo un montón de guijarros, y este fue el primer cairn.